# Collegium Wróblewskiego Uniwersytetu Jagiellońskiego
Collegium Wróblewskiego (znane także jako Collegium Olszewskiego) – zabytkowy budynek znajdujący się w Krakowie, w dzielnicy I przy ulicy Karola Olszewskiego 2, na rogu z ulicą Jagiellońską 22, Starym Mieście.

## Historia
W średniowieczu w miejscu obecnego gmachu znajdowały się domy mieszczańskie. W drugiej ćwierci XVII wieku zostały one połączone i przebudowane z przeznaczeniem na klasztor Norbertanek, opiekujących się wzniesionym na sąsiedniej działce przy ulicy Wiślnej kościołem św. Norberta. Po kasacie zakonu, w 1803, kościół został przekazany parafii greckokatolickiej, a klasztor przeszedł na własność Uniwersytetu Jagiellońskiego, który umieścił w nim siedzibę Drukarni Akademickiej. Budynek znacznie ucierpiał podczas wielkiego pożaru Krakowa w 1850.
W 1869 podjęto decyzję o przebudowie budynku poklasztornego na potrzeby Katedry Chemii. Collegium Wróblewskiego powstało w latach 1870–1871 z wykorzystaniem zachodniego, północnego i wschodniego skrzydła czworoboku dawnego klasztoru. Skrzydło południowe zostało wyburzone, dzięki czemu od strony ulicy Olszewskiego powstał rozległy dziedziniec. W 1874 domknięto dziedziniec murem z bramą. W latach 1885–1887 budynek mieścił przejściowo także Instytut Historii Sztuki. W 1919 zbudowano nową klatkę schodową według projektu Kazimierza Wyczyńskiego. Po przeniesieniu, w 1953, Wydziału Chemii do nowego gmachu przy ulicy Ingardena, w budynku umieszczono część katedr Wydziału Prawa oraz Zakład Chemii Farmaceutycznej Akademii Medycznej. W 1968 gmach otrzymał imię profesora prawa Stanisława Wróblewskiego. Obecnie mieści on część jednostek Wydziału Prawa i Administracji, w tym bibliotekę prawniczą.
26 kwietnia 1968 gmach został wpisany do rejestru zabytków. Znajduje się także w gminnej ewidencji zabytków.

## Architektura
Gmach tworzy nieregularne, trójskrzydłowe założenie z dziedzińcem od strony południowej. Ma on trzy pełne kondygnacje oraz poddasze użytkowe doświetlone lukarnami. Elewacje posiadają neoklasycystyczną dekorację. Bogatym wystrojem wyróżniają się elewacje skrzydeł zachodniego i wschodniego skierowane na ulicę Olszewskiego. Zostały one podkreślone: pseudoryzalitami w środkowych częściach, zwieńczonymi trójkątnymi frontonami, wertykalnym podziałem drugiego piętra elewacji za pomocą pilastrów w porządku korynckim oraz półkolistym zwieńczeniem okien drugiego piętra.
W przyziemiu części środkowej zachował się sklepiony refektarz klasztorny.

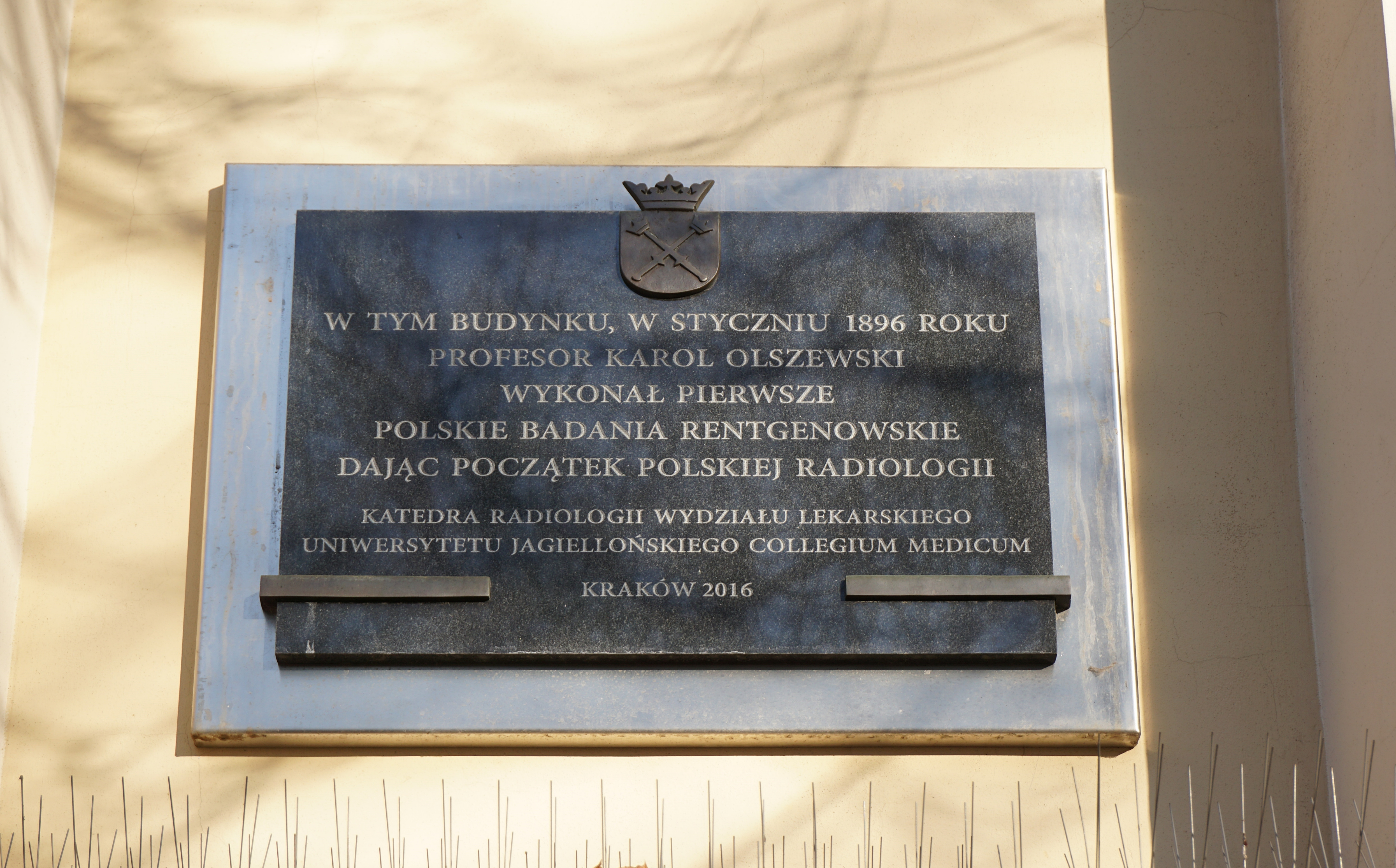
Tablica pamiątkowa Karola Olszewskiego